# Psychologie náboženství
Psychologie náboženství je psychologická disciplína, zabývající se studiem náboženství, religiozity a spirituality z hlediska jeho vlivu na psychiku člověka, jeho chování, vývoj apod.
Kromě studování působení etablovaných náboženství na psychiku člověka zkoumá tento obor i tzv. implicitní religiozitu a spiritualitu, tedy „víru v něco“ bez vztahu ke konkrétní církvi. 

## Vznik psychologie náboženství
Počátky vzniku psychologie náboženství spadají do souvislosti s prací amerických badatelů Edwina Dillera Starbucka a Jamese Henryho Leuba. Ti prováděli výzkumy,zabývající se poměrem konverzí mezi mladými a starými lidmi.
Díky práci Williama Jamese Varieties of Religious Experience (česky Druhy náboženské zkušenosti) z roku 1902 si získala náboženská psychologie ohlas mezi evropskými badateli. Když George Wobbermin překládat Jamesovu knihu do němčiny, stal se jeho následovníkem a zakladatelem psychologie náboženství v německy mluvících zemích. Z psychologie náboženství metodologicky vycházeli badatelé jako Rudolf Otto, Gerardus van der Leeuw a Friedrich Heiler.

## Náboženství a hlubinná psychologie
Největší přínos v oblasti psychologie náboženství přisuzuje český filozof a religionista Břetislav Horyna hlubinné psychologii  v čele se Sigmundem Freudem a Carlem Gustavem Jungem (viz níže). Náboženstvím a s ním spojenou spiritualitou se však zabývá výrazně vyšší množství psychologických směrů, například existenciální psychologie (logoterapie) V. E. Frankla a další.

### Náboženství podle Freuda
Freud pojímal náboženství jako iluzi. Podle něj člověk prochází určitými stupni vývoje, které jsou doprovázeny krizovými situacemi. Jakmile taková situace nastane, člověk pociťuje strach, naděje, úzkost apod. Jakmile stoji na prahu dospělosti, krizová situace u něj nastane v intenzivnějším měřítku a člověk má snahu stát se znovu dítětem a být chráněným otcovskými křídly. Tímto otcem však není míněn fyziologický otec, ale všemohoucí, božský Otec. Díky němu se pak člověk cítí v bezpečí před vnějším světem. V tomto směru se tak náboženství vysvětluje jako mechanismus potlačovaného strachu, ale vedle toho také potlačování sexuálních představ.

### Náboženství podle Junga
Naproti Freudovu pojímání náboženství jako věčné iluze, Jung má k náboženství zcela afirmativní poměr.Nejdůležitější roli v jeho teorii hrají archetypy, v nichž se ukládají kolektivní zkušenosti lidstva. Tyto zkušenosti, sahající až k prvopočátku existence člověka, jsou strukturované, stejně jako archetypy, se kterými se člověk v průběhu svého bytí setkává a postupně se s nimi vyrovnává. Archetypy slouží jako jakýsi vzorec, jak se člověk chová. Náboženství pak zprostředkovává spojení mezi vnějším světem a lidským nitrem, kde se archetypy nachází.
Bohové a démoni jsou pak zkušeností ega s aspekty nevědomí.

## Odborná psychologická pomoc členům, bývalým členům a obětem náboženských hnutí
Pro oblast náboženství, kde může docházet ke zneužívání (lidí), zneužití moci a následným nejen psychickým problémům u (bývalých) členů, existuje odborná pomoc. V České republice je to zejména Společnost pro studium sekt a nových náboženských hnutí. K odborníkům na problematiku sekt dále působí například Robert Krejčí, působící v Litoměřicích.